# لا شابيل مونبرانديكس
لا شابيل مونبرانديكس (بالفرنسية: La Chapelle-Montbrandeix)‏ هي بلدية في مقاطعة فيين العليا في منطقة أقطانية الجديدة غرب فرنسا.